# 혼조 스즈
혼조 스즈(일본어: 本庄 鈴, 1997년 1월 12일~)는 일본의 AV 배우이다.